# Odmiedniczkowe zapalenie nerek
Odmiedniczkowe zapalenie nerek (łac. pyelonephritis) – jedna z najcięższych chorób zakaźnych układu moczowego. Czynnikiem etiologicznym w 80% jest Escherichia coli. Przebieg może być ostry lub przewlekły. W przeciwieństwie do zakażenia ostrego postać przewlekła przebiega skąpoobjawowo lub bezobjawowo aż do zaawansowanego stadium przewlekłej niewydolności nerek (ich nieodwracalnego uszkodzenia). 
Przewlekle odmiedniczkowe zapalenie nerek jest następstwem powstania blizn w nerce po nieleczonym lub zbyt późno leczonym ostrym odmiedniczkowym zapaleniu nerek. U dzieci z odpływem pęcherzowo-moczowodowym zmiany takie określane są jako nefropatia refluksowa.
Wiadomo obecnie, że zmiany bliznowate w nerkach mogą powstawać u dzieci bez jakiejkolwiek wady układu moczowego, po przebytym w pierwszych latach życia zapalenia układu moczowego. Może prowadzić do przewlekłej niewydolności nerek.

## Objawy
- ból w lędźwiach promieniujący do pachwiny
- gorączka od 37-38 stopni
- dreszcze, nudności lub wymioty
- parcie na pęcherz moczowy z pieczeniem i bólem przy oddawaniu moczu
- mocz z domieszką krwi lub kłaczkami
- leukocyturia
- osłabienie
- bóle głowy

Do niecharakterystycznych objawów należą:
- Pobolewania w okolicy lędźwiowej (czasami obustronne).
- Nadciśnienie tętnicze.
- Osłabienie.
- Długotrwale utrzymujące się zmiany w moczu: niewielki białkomocz, obecność dużej ilości bakterii w moczu.

## Leczenie
Kuracja antybiotykowa i picie dużej ilości płynów w celu wypłukania bakterii z układu moczowego to standardowe postępowanie przy zapaleniu nerek.

### Zalecenia ogólne
- Ograniczenie aktywności fizycznej jest zazwyczaj zalecane.
- Nie ma specjalnej diety przy braku objawów niewydolności nerek, zalecany jest sok żurawinowy.
- Konieczna jest współpraca z lekarzem i nielekceważenie jego zaleceń, nawet przy braku dolegliwości, stosowanie zaleconych leków odkażających oraz systematyczne zgłaszanie się na wyznaczone badania kontrolne.

### Leczenie farmakologiczne
Konieczne jest przewlekłe (miesiące, lata) stosowanie leków odkażających drogi moczowe. Czasami są zalecane leki zakwaszające mocz.
Jeśli chorobie towarzyszy nadciśnienie tętnicze, konieczne jest stosowanie leków obniżających ciśnienie.

## Klasyfikacja ICD10
| kod ICD10     | nazwa choroby                                                                     |
| ------------- | --------------------------------------------------------------------------------- |
| ICD-10: N10   | Ostre cewkowo-śródmiąższowe zapalenie nerek                                       |
| ICD-10: N11   | Przewlekłe cewkowo-śródmiąższowe zapalenie nerek                                  |
| ICD-10: N11.0 | Niezaporowe przewlekłe odmiedniczkowe zapalenie nerek związane z odpływem         |
| ICD-10: N11.1 | Przewlekłe odmiedniczkowe zapalenie nerek związane z przeszkodą dla odpływu moczu |
| ICD-10: N11.8 | Inne przewlekłe cewkowo-śródmiąższowe zapalenie nerek                             |
| ICD-10: N11.9 | Przewlekłe cewkowo-śródmiąższowe zapalenie nerek, nieokreślone                    |
| ICD-10: N12   | Cewkowo-śródmiąższowe zapalenie nerek nieokreślone jako ostre lub przewlekłe      |